# Jean-Joseph Leroy
Jean-Joseph, baron Leroy (7 octobre 1771, Paris - 2 septembre 1849, Colombes), est un agent de change et homme politique français.

## Biographie
Agent de change, il devient conseiller général de la Seine et est élu député du 8e arrondissement de Paris le 9 mai 1822. Il obtient sa réélection le 25 février 1824.
Il est créé baron le 5 juillet 1823.
Sa tombe se trouve au cimetière communal Gabriel Péri, à Colombes.

## Sources
- « Jean-Joseph Leroy », dans Adolphe Robert et Gaston Cougny, Dictionnaire des parlementaires français, Edgar Bourloton, 1889-1891 [détail de l’édition]